# Valentina Boni
Valentina Boni (ur. 14 marca 1983 w Peschiera del Garda, Włochy) – włoska piłkarka, grająca na pozycji pomocnika.

## Kariera piłkarska

### Kariera klubowa
Wychowanka klubu Bardolino. W 1998 rozpoczęła karierę piłkarską w Bardolino. W 2003 została zaproszona do Lazio, ale po roku wróciła do Bardolino. Potem od 2010 występowała w klubie Brescia. Latem 2013 przeniosła się do Valpolicella. W 2018 roku klub nawiązał współpracę z Chievo Verona, wskutek czego zmienił nazwę na ChievoVerona Valpo. W 2019 klub Fortitudo Mozzecane rozpoczął współpracę z Chievo Verona, a piłkarka przeniosła się do niego.

### Kariera reprezentacyjna
28 listopada 2001 debiutowała w narodowej reprezentacji Włoch w meczu przeciwko Hiszpanii. Wcześniej broniła barw juniorskiej reprezentacji U-19.

## Sukcesy i odznaczenia

### Sukcesy piłkarskie
Bardolino
- mistrz Włoch: 2005, 2007, 2008, 2009
- zdobywca Pucharu Włoch: 2006, 2007, 2008
- zdobywca Superpucharu Włoch: 2001, 2005, 2007, 2008

Brescia
- zdobywca Pucharu Włoch: 2012

### Sukcesy indywidualne
- królowa strzelców Mistrzostw Włoch: 2005 (32 goli)